# La Notte (quotidiano)
La Notte è stato un giornale quotidiano del pomeriggio pubblicato dal 1952 al 1995. La redazione aveva sede a Milano, in Piazza Cavour 2, all'interno del Palazzo dell'Informazione. 
Fondato dall'industriale bergamasco Carlo Pesenti e diretto dal 1952 al 1979 dal giornalista Nino Nutrizio, fu tra i giornali milanesi più diffusi negli anni cinquanta e sessanta, arrivando alla tiratura di circa 250 000 copie.

## Storia

### La fondazione
All'inizio degli anni cinquanta, in piena ricostruzione, gli ambienti industriali italiani temevano la crescente influenza dei partiti di sinistra nella vita pubblica, nonostante la sconfitta da essi patita nelle elezioni del 1948. L'industriale del cemento Carlo Pesenti ebbe l'idea di finanziare un quotidiano che sostenesse il consenso dell'opinione pubblica a favore della nuova legge elettorale maggioritaria varata per le Politiche del 1953. Il giornale sarebbe dovuto uscire per tutta la durata della campagna elettorale, per poi cessare le pubblicazioni.
Per trovare la persona idonea a dirigere il quotidiano, Pesenti si consultò con monsignor Ernesto Pisoni, direttore del giornale cattolico L'Italia. Serviva un giornalista non apertamente schierato, con un'adeguata competenza in materia sportiva (per attirare i lettori appassionati di calcio) e disposto a lasciare ad altri la scelta dei contenuti redazionali.
La nomina del quarantenne Nino Nutrizio (allora noto solo come cronista sportivo) suscitò inizialmente reazioni di scetticismo da parte dei suoi colleghi, perché non ritenuto all'altezza di dirigere un giornale, soprattutto a causa della concorrenza, che nella piazza milanese vedeva quotidiani del pomeriggio già affermati come Milano Sera e Corriere Lombardo, oltre al Corriere d'Informazione (edizione pomeridiana del Corriere della Sera).

### Il periodo d'oro (1953-1970)
Il primo numero esce il 7 dicembre 1952 (esattamente sei mesi prima delle elezioni), ma l'esito (solo 1 000 copie) sembra piuttosto deludente. L'impostazione di Nutrizio, che dedicava ampio spazio alle notizie di cronaca e di sport, redatte in maggioranza da giovani cronisti con un taglio asciutto e diretto, permette però la conquista di molti lettori in pochi mesi. La tiratura salirà costantemente negli anni successivi sino a raggiungere le 250 000 copie, delle quali ben 80 000 vendute nella sola Milano.
Ben presto la proprietà abbandona l'idea di cessare le pubblicazioni dopo le elezioni del 1953 e La Notte diviene uno dei più significativi mezzi d'informazione pomeridiana dell'Italia settentrionale di orientamento liberale e controcorrente. Tra le innovazioni introdotte dal giornale vi sono:
- la pubblicazione del listino di Borsa nella seconda edizione pomeridiana.
- la pagina dedicata ai film in programmazione nelle sale. Inizialmente era una rubrica intitolata «Dove andiamo stasera?»; più tardi divenne una pagina distinta da quella degli Spettacoli. Per la prima volta, di ogni film veniva offerto un riassunto della trama, con l'indicazione del giudizio dei critici (indicato con le stellette "*", da una a cinque) e anche del gradimento degli spettatori (indicata dal numero di "pallini", da uno a cinque).

Nel 1956 La Notte annunciò in prima pagina la vincita di 5 milioni di lire di una concorrente di Lascia o raddoppia?, Paola Bolognani. Per la prima volta nel giornalismo italiano una notizia relativa a una trasmissione televisiva riceveva tale importanza.
Il 1º aprile 1966, La Notte assorbe il Corriere Lombardo e la redazione raggiunge il numero di 75 giornalisti.

### Gli anni settanta e ottanta
Nella seconda metà degli anni settanta la tiratura inizia a declinare, a causa dell'avvento delle prime TV private e dell'incremento del traffico stradale, che rende sempre più difficile al giornale (stampato in prima edizione a mezzogiorno) raggiungere in tempo le edicole più periferiche. Si decide quindi di rafforzare l'edizione pomeridiana, con l'aggiunta di notizie fresche, al fine di dare più "ossigeno" alle vendite. L'esperimento fornisce qualche buon risultato.
Nel 1979, dopo ben 27 anni di direzione, Nino Nutrizio lascia la guida del giornale. Dopo di lui si alterneranno altri professionisti come Livio Caputo, Pietro Giorgianni, Carlo Palumbo e Cesare Lanza. Nel 1984 la proprietà passa a Edilio Rusconi. Nel 1987 il quotidiano dichiara 140 000 copie di tiratura.

### La chiusura e il rilancio in digitale
Nell'estate 1993 Rusconi cede il quotidiano a Paolo Berlusconi, che lo gestisce tramite la Siq S.p.A. Il giornale cessa le pubblicazioni il 30 gennaio 1995. Un tentativo di riportarlo in edicola da parte dei giornalisti, viene effettuato nel 1997, ma dura solo pochi mesi.
Nel 2008 La Notte viene rilevata dalla Catapano Editore con la Erreci Media si ripresenta con successo in versione on line.

## Direttori
Nominati da Carlo Pesenti
- Nino Nutrizio (7 dicembre 1952 - gennaio 1979)
- Livio Caputo (gennaio 1979 - 31 agosto 1984)[8]

Nominati da Edilio Rusconi
- Pietro Giorgianni (1º settembre 1984 - 1988)
- Carlo Palumbo (1988-1989)
- Cesare Lanza (1989-1991)
- Giuseppe Botteri (1991 - gennaio 1994)

Nominati da Paolo Berlusconi
- Massimo Donelli (gennaio 1994 - 30 gennaio 1995)

Nominato dalla Catapano Editore - Emmeci Media
- Luca Filipponi

## Firme
Su «La Notte» hanno esordito e contribuito alcune firme, note e molto note, del giornalismo italiano:
- Bruno Castellino (1952)
- Morando Morandini (1952)
- Natalia Aspesi (1957);
- Vittorio Feltri (circa 1964).
- Salvatore Scarpino
- Tullio Barbato
- Fernando Mezzetti
- Giancarlo Meloni
- Raimondo Meloni
- Leone Dogo
- Luigi Bacialli
- Stenio Solinas
- Dario Palma
- Domizia Carafòli
- Costanzo Gatta
- Lorenzo Minoli
- Luigi Foti
- Bruno Borlandi
- Leonardo Boriani
- Antonio Risolo
- Bruno Fudoli
- Gaspare Di Sclafani
- Leonardo Campobello
- Cisco Conforti
- Michele Marchianò
- Elisabetta Rosaspina
- Carlo Lovati
- Vladimiro Lisiani
- Franco Damerini[9]
- Enzo De Mitri[10]
- Ignazio Mormino
- Giorgio Carbone
- Carlo Rossella
- Guido Gerosa